# Dennis Mason
Dennis Howard Mason, CB, CVO (* 7. Februar 1916; † 11. Juli 1996) war ein britischer Seeoffizier der Royal Navy, der unter anderem als Vizeadmiral zwischen 1968 und 1970 Kommandant des Joint Services Staff College war.

## Leben
Dennis Howard Mason, Sohn von Wilfred Howard Mason und Gladys „Mouse“ Teague, absolvierte nach dem Schulbesuch eine Ausbildung zum Seeoffizier. Er fand zahlreiche Verwendungen als Seeoffizier und Stabsoffizier und war als Kapitän zur See (Captain) zwischen November 1961 und Oktober 1963 Leitender Marineoffizier für Nordirland (Senior Naval Officer, Northern Ireland) und als solcher Vertreter des Kommandierenden Admirals für Schottland und Nordirland (Flag Officer, Scotland and Northern Ireland). Danach war er von Dezember 1963 bis März 1965 Direktor der Marinetaktikschule (Maritime Tactical School). Als Konteradmiral (Rear-Admiral) fungierte er von Juli 1965 bis Dezember 1967 als Chef des Stabes der Fernost-Flotte (Chief of Staff, Far East Fleet). Für seine Verdienste wurde er am 1. Januar 1967 Companion des Order of the Bath (CB).
Als Vizeadmiral (Vice-Admiral) übernahm Mason im März 1968 von Air Vice-Marshal Stewart Menaul den Posten als Kommandant des Joint Services Staff College (JSSC), der gemeinsamen Stabschule der Streitkräfte, und verblieb auf diesem Posten bis September 1970, woraufhin Generalmajor Terence McMeekin seine Nachfolge antrat. Am 1. Januar 1978 wurde er ferner Commander des Royal Victorian Order (CVO).
Dennis Mason war der Vater von Ann Jennifer Mason. Diese heiratete am 2. April 1966 den Seeoffizier und späteren Vizeadmiral Nicholas John Hill-Norton, Sohn von Flottenadmiral Peter Hill-Norton.